# Louko Désir
Pour les articles homonymes, voir Désir (homonymie).
 (avril 2025).
La mise en forme du texte ne suit pas les recommandations de Wikipédia : il faut le « wikifier ».
Les points d'amélioration suivants sont les cas les plus fréquents :
- Les titres sont pré-formatés par le logiciel. Ils ne sont ni en capitales, ni en gras.
- Le texte ne doit pas être écrit en capitales (les noms de famille non plus), ni en gras, ni en italique, ni en « petit »…
- Le gras n'est utilisé que pour surligner le titre de l'article dans l'introduction, une seule fois.
- L'italique est rarement utilisé : mots en langue étrangère, titres d'œuvres, noms de bateaux, etc.
- Les citations ne sont pas en italique mais en corps de texte normal. Elles sont entourées par des guillemets français : « et ».
- Les listes à puces sont à éviter, des paragraphes rédigés étant largement préférés. Les tableaux sont à réserver à la présentation de données structurées (résultats, etc.).
- Les appels de note de bas de page (petits chiffres en exposant, introduits par l'outil «  Source ») sont à placer entre la fin de phrase et le point final[comme ça].
- Les liens internes (vers d'autres articles de Wikipédia) sont à choisir avec parcimonie. Créez des liens vers des articles approfondissant le sujet. Les termes génériques sans rapport avec le sujet sont à éviter, ainsi que les répétitions de liens vers un même terme.
- Les liens externes sont à placer uniquement dans une section « Liens externes », à la fin de l'article. Ces liens sont à choisir avec parcimonie suivant les règles définies. Si un lien sert de source à l'article, son insertion dans le texte est à faire par les notes de bas de page.
- La présentation des références doit suivre les conventions bibliographiques. Il est recommandé d'utiliser les modèles {{Ouvrage}}, {{Chapitre}}, {{Article}}, {{Lien web}} et/ou {{Bibliographie}}. Le mode d'édition visuel peut mettre en forme automatiquement les références.
- Insérer une infobox (cadre d'informations à droite) n'est pas obligatoire pour parachever la mise en page.

Pour une aide détaillée, merci de consulter Aide:Wikification.
Si vous pensez que ces points ont été résolus, vous pouvez retirer ce bandeau et améliorer la mise en forme d'un autre article.
Luckner Désir, plus connu sous le nom de Louko Désir, est un journaliste haïtien, animateur radio et analyste politique. Il est principalement reconnu pour son émission Matin débat diffusée sur Radio Télé Éclair, qui offre une analyse critique des affaires sociopolitiques en Haïti.

## Biographie
Né le 4 février 1967, aux Gonaïves, département de l'Artibonite, Haïti. Il a fait sa carrière dans le journalisme et la communication, après avoir fréquenté la Faculté des Sciences Humaines et l'Institut d'Études et de Recherches Africaines d'Haïti (IERAH) de l'Université d'État d'Haïti.

### Carrière journalistique
Louko Désir a commencé sa carrière dans les médias en animant des émissions à la radio. Son programme phare, Matin Débat, est une plateforme où des questions politiques, économiques et sociales sont débattues avec des experts et des acteurs de la vie publique haïtienne. Il s'est forgé une réputation pour ses analyses directes et ses critiques du gouvernement et de la gestion du pays.
Après un séjour prolongé aux États-Unis, il a tenté de relancer l'émission Vision Konpa sur Radio Vision 2000 avant de revenir à ses activités en Haïti. Il s'est également essayé à la politique en se portant candidat au Sénat et à la présidence d'Haïti, bien qu'il n'ait pas remporté ces élections.

## Mouvement et initiative
Il a été le fondateur du groupe G30, qui regroupe une trentaine de candidats à la présidence ayant participé aux assises pour l’adoption des thèmes de référence pour la réorganisation des élections après les élections présidentielles de 2016. Le 31 janvier 2022, Louko a lancée le mouvement « Konviksyon pou chanjman », une structure socio-politique pour dénoncer le mode de gouvernance contre-productive.
En mars 2025, Louko Désir a lancé l'initiative « Marriage Population et Presse » (M2P) en réaction à l'escalade de la criminalité et à l'inaction des autorités face à la violence des gangs en Haïti. M2P vise à mobiliser les médias et la population pour dénoncer l'insécurité croissante et exiger des mesures concrètes de la part des autorités.
Le 21 mars 2025, il a lancé un appel à la mobilisation lors de son émission Matin Débat, conduisant à une manifestation massive à Port-au-Prince sous le slogan « Debloke Haïti ». Ce mouvement a été rejoint par plusieurs organisations populaires, telles que Chimen Delivrans, Korek et Deboulonnen Leta, réclamant le renvoi du Conseil Présidentiel de Transition et des actions concrètes pour rétablir la sécurité dans le pays.
Fondateur de la firme Haïti Marketing, Louko continue d'œuvrer dans la promotion de la culture haïtienne, tant en Haïti qu'à la diaspora.

## Polémiques, influence et impact
Louko Désir a été au centre d'un controverses en raison d'une prise de position. En septembre 2023, il a été convoqué par les autorités haïtiennes après avoir déclaré dans son emission que les gangs en Haïti fournissaient des emplois en versant un salaire à leurs membres à cause de la démission de l'État Haitien dans les quartiers populaires. Cette affirmation a suscité de vives réactions sur les réseaux sociaux,.
Malgré ce scandale, Louko Désir reste une voix influente dans le journalisme haïtien. Son émission Matin Débat continue d'être suivie par des milliers d'auditeurs, et il joue un rôle clé dans la mise en lumière des problèmes socio-politiques du pays.
En juin 2024, il a été frappé par un drame personnel avec le « suicide » de son fils aîné, Louko Stéphane Désir, en Floride, aux États-Unis. Cet événement a attiré une grande attention médiatique.